# Nabočany
Nabočany (en allemand : Nabotschan) est une commune du district de Chrudim, dans la région de Pardubice, en République tchèque. Sa population s'élevait à 122 habitants en 2022.

## Géographie
Nabočany se trouve à 7 km à l'est du centre de Chrudim, à 13 km au sud-est de Pardubice et à 105 km à l'est de Prague.
La commune est limitée par Dolní Bezděkov au nord, par Hrochův Týnec au nord et à l'est, par Trojovice au sud-est, par Honbice au sud et par Kočí à l'ouest.

## Histoire
La première mention écrite de la localité date de 1275.

## Transports
Par la route, Nabočany se trouve à 7 km de Chrudim, à 16 km de Pardubice et à 129 km de Prague. 